# 金時舒
金時舒（？—？），號鳳池，福建泉州府晋江县人，軍籍。明朝政治人物、進士出身。

## 生平
嘉靖辛酉十月初五日（官年）生。万历七年（1579年）己卯科福建鄉試第三十一名舉人，萬曆十七年（1589年）己丑科三甲四十二名進士，都察院觀政，五月丁外艱，二十年十月授大理寺評事，二十二年升户部主事，本年丁憂，二十五年補原職，二十六年江西監兌，本年升員外郎，二十七年升郎中，二十八年升鳳陽府知府，三十年調任撫州府，三十一年養病。三十三年補潮州府知府，三十五年十月仕至廣東惠潮兵备副使。三十六年考察降。
其住宅在城内华仕铺大寺后，一座五进，坐北向南。第三进堂上，有「衡宪师表」匾额。两边题衔称：巡按福建监察御史门，晚生郑宗周为凤翁金大尊师立。康熙十六年，前营守备朱溶，向伊孙金伯让借前三进为公馆，嗣后历任接住。屡欲将匾脱下，以灭其迹。数现灵异，故得留存。其第四进、第五进时舒嫡子孙现时居住。

## 家族
曾祖金璋。祖父金源卿。父金重寶，鄉賓，以子时舒贵，赠户部主事。母陈氏，封太安人，寿九十一岁。